# Fernon Wibier
Fernon Wibier (* 25. Februar 1971 in Dedemsvaart, Overijssel) ist ein ehemaliger niederländischer Tennisspieler.

## Leben
Wibier begann im Alter von neun Jahren mit dem Tennissport. 1983 gewann er an der Seite von Richard Krajicek die U12-Doppel-Europameisterschaft. In seiner Jugend besuchte er eine vom niederländischen Tennisverband unterstützte Tennisschule an der unter anderem auch Jacco Eltingh, Hendrik Jan Davids und Menno Oosting ausgebildet wurden. Er wurde 1989 Tennisprofi und erspielte sich auf Satellite-Turnieren erste Weltranglistenpunkte. 1991 stand er im Finale der ATP-Challenger-Turniere von Hobart und Christchurch. Zwei Jahre später stand er an der Seite von Patrick Rafter im Finale des Challenger-Turniers von Nagoya. Sein erfolgreichstes Jahr war 1994, als er zusammen mit seinem Landsmann Stephen Noteboom das ATP-Turnier von Rosmalen gewinnen konnte. Dies sollte sein einziger Turniererfolg auf der ATP World Tour bleiben. Bis 1998 erreichte er noch drei Finalrunden, darunter beim International Series Gold-Turnier in Washington. Im Laufe seiner Karriere konnte er daneben fünf Doppeltitel auf der ATP Challenger Tour erringen. Seine höchste Notierung in der Tennis-Weltrangliste erreichte er 1997 mit Position 126 im Einzel sowie Position 42 im Doppel.
Seine besten Einzelergebnisse bei Grand-Slam-Turnieren waren die Qualifikation für Australian Open und Wimbledon, hier schied er jedoch jeweils in der ersten Runde aus. In der Doppelkonkurrenz erreichte er 1997 an der Seite von Stephen Noteboom das Viertelfinale der Australian Open. Im Mixed trat er bei den French Open, in Wimbledon und bei den US Open an, konnte jedoch nie in die zweite Runde vordringen.

## Erfolge
| Legende                       |
| Grand Slam                    |
| Tennis Masters Cup            |
| ATP Masters Series            |
| ATP International Series Gold |
| ATP International Series (1)  |

### Doppel
| Nr. | Datum | Turnier  | Belag | Partner          | Finalgegner                | Ergebnis      |
| --- | ----- | -------- | ----- | ---------------- | -------------------------- | ------------- |
| 1.  | 1994  | Rosmalen | Rasen | Stephen Noteboom | Diego Nargiso Peter Nyborg | 6:3, 1:6, 7:6 |